# Andrey Ivanovich Yeryomenko
Andrei Ivanovich Yeryomenko hoặc Yeremenko, Eremenko (tiếng Nga: Андрей Иванович Ерёменко) (sinh ngày 14 tháng 10 năm 1892, mất ngày 19 tháng 11 năm 1970) là một tướng lĩnh cao cấp của Hồng quân Liên Xô trong Chiến tranh thế giới thứ hai và sau đó là Nguyên soái Liên Xô.

## Tiểu sử và sự nghiệp

### Trước Chiến tranh thế giới thứ hai
Andrei Yeryomenko sinh năm 1892 trong một gia đình nông dân tại tỉnh Kharkov của Ukraina. Ông gia nhập quân đội của Đế quốc Nga năm 1913 và chiến đấu trên các mặt trận Tây Nam, Rumani trong Chiến tranh thế giới thứ nhất.
Sau Cách mạng tháng Mười, Yeryomenko tham gia Hồng quân năm 1918, ông phục vụ trong đội kỵ binh nổi tiếng của tướng Semyon Mikhailovich Budyonny, sau đó vào học tại Trường kỵ binh Leningrad và Học viện Quân sự Frunze, ông hoàn thành việc học tập tại đây năm 1935.
Năm 1940, Yeryomenko được cử làm Tư lệnh Quân đoàn kỵ binh số 6 rồi Tư lệnh Quân khu Zabaikal cho đến khi quân Đức bắt đầu Chiến dịch Barbarossa tấn công Liên Xô tháng 6 năm 1941.

### Chiến tranh thế giới thứ hai
8 ngày sau khi chiến tranh nổ ra, Yeryomenko được triệu hồi về Moskva để làm quyền Tư lệnh Phương diện quân Tây thay cho Đại tướng Dmitri Pavlov mới bị tử hình hai ngày trước đó vì không hoàn thành nhiệm vụ. Yeryomenko được đặt vào một vị trí rất khó khăn khi sự bất tài của Pavlov và việc thiếu chuẩn bị của cả Liên Xô đã gần như phá hủy Phương diện quân Tây. Tuy vậy ông vẫn hoàn thành được việc ổn định các lực lượng còn lại và ngăn bước tiến của quân đội Đức Quốc xã ngay bên ngoài Smolensk. Trong những trận giao tranh dữ dội tại đây, Yeryomenko đã bị thương và được chuyển về làm Tư lệnh Phương diện quân Bryansk mới thành lập. Tháng 8 năm 1941, Yeryomenko tổ chức cho phương diện quân của ông tấn công quân Đức, bất chấp chênh lệch rõ ràng về lực lượng nghiêng về phía đối phương. Cuộc tấn công này đã không đạt được mục tiêu mong muốn.
Tháng 10, các lực lượng Đức Quốc xã mở Chiến dịch Typhoon nhằm chiếm bằng được thủ đô Moskva của Liên Xô. Phương diện quân của Yeryomenko bị đẩy lui nhưng cũng kịp mở một số cuộc phản công để ngăn đà tiến quân của người Đức. Ngày 13 tháng 10, ông lại bị thương nặng và phải chuyển về một bệnh viện quân sự ở Moskva để dưỡng thương trong vài tuần lễ.
Tháng 1 năm 1942 sau khi khỏe lại, Yeryomenko được cử làm Tư lệnh Tập đoàn quân xung kích số 4 thuộc Phương diện quân Tây Bắc. Trong khi tham gia chiến dịch phản công mùa Đông của Hồng quân, ông một lần nữa bị thương khi máy bay Đức oanh tạc sở chỉ huy Hồng quân ngày 20 tháng 1, nhưng Yeryomenko chỉ đến bệnh viện sau khi tình hình chiến trận đã bớt căng thẳng.
Sau lần bị thương này, ông được chuyển tới Phương diện quân Đông Nam. Tại đây vào tháng 8 năm 1942, Yeryomenko đã chỉ huy cuộc phản kích mạnh vào lực lượng Đức Quốc xã đang tiến hành Chiến dịch Blau ở hướng Kavkaz. Ngày 28 tháng 9, Phương diện quân Đông Nam được đổi tên thành Phương diện quân Stalingrad. Trong Chiến dịch Uranus tại Trận Stalingrad tháng 11, các lực lượng của Yeryomenko đã góp phần vào việc bao vây và tiêu diệt Tập đoàn quân số 6 của Đức. Phương diện quân của ông cũng tham gia chống phản công và đẩy lui lực lượng của Thống chế Erich von Manstein đang cố gắng phá vỡ vòng vây của Hồng quân.
Ngày 1 tháng 1 năm 1943, Phương diện quân Stalingrad được đổi tên lần thứ hai thành Phương diện quân Nam. Sau các cuộc tấn công mùa Đông, tháng 3 năm 1943 Yeryomenko được chuyển lên phía Bắc làm chỉ huy Phương diện quân Kalinin lúc này vẫn chưa tham chiến. Đến tháng 9 Yeryomenko bắt đầu mở các cuộc tấn công nhỏ nhưng hiệu quả. Tháng 12, ông lại được lệnh xuống phía Nam làm Tư lệnh Tập đoàn quân duyên hải vốn do nhiều lực lượng hợp lại để giải quyết mục tiêu chiếm lại bán đảo Krym. Lực lượng của Yeryomenko đã phối hợp cùng Phương diện quân Ukraina 4 của tướng Fyodor Tolbukhin hoàn thành nhiệm vụ này.
Đến tháng 4, Yeryomenko một lần nữa được cử lên phía Bắc làm Tư lệnh Phương diện quân PriBaltic 2. Trong suốt các chiến dịch mùa hè, phương diện quân này đã rất thành công trong việc đập tan sự kháng cự của người Đức, chiếm lại Riga và giam chân khoảng 30 sư đoàn Đức Quốc xã ở Latvia.
Ngày 26 tháng 3 năm 1945, Yeryomenko trở thành Tư lệnh Phương diện quân Ukraina 4, ông ở vị trí này cho đến hết chiến tranh. Phương diện quân Ukraina 4 đã tham gia vào việc đuổi quân Đức khỏi phần lớn lãnh thổ Hungary và Tiệp Khắc. Đến ngày nay, nhiều con đường ở Cộng hòa Séc vẫn được mang tên vị tướng này.

### Sau chiến tranh
Từ năm 1945 đến năm 1946, Yeryomenko là Tư lệnh Quân khu Karpat, sau đó là Tư lệnh Quân khu Tây Siberi đến năm 1952, và Quân khu Bắc Kavkaz đến năm 1958. Ngày 11 tháng 3 năm 1955, Yeryomenko cùng 5 vị tướng có nhiều công lao trong Chiến tranh giữ nước vĩ đại được phong hàm Nguyên soái Liên bang Xô viết. Trước khi nghỉ hưu năm 1958 ông là Tổng thanh tra Bộ Quốc phòng.
Andrei Yeryomenko mất ngày 19 tháng 11 năm 1970. Ông được an táng một cách trang trọng tại chân tường của Điện Kremlin.

## Cấp bậc
- 30/12/1935 — Đại tá;
- 17/02/1938 — Lữ đoàn trưởng;
- 09/02/1939 — Sư đoàn trưởng;
- 04/11/1939 — Quân đoàn trưởng;
- 04/06/1940 — Trung tướng;
- 11/09/1941 — Thượng tướng;
- 27/08/1943 — Đại tướng;
- 11/03/1955 — Nguyên soái Liên Xô.